# Lionel Jeffries
Lionel Charles Jeffries (Londra, 10 giugno 1926 – Poole, 19 febbraio 2010) è stato un attore, regista e sceneggiatore inglese.

## Biografia
Frequentò la Queen Elizabeth Grammar School, a Wimborne (Dorset). Durante la Seconda guerra mondiale fu arruolato e venne decorato con l'onorificenza militare Burma Star. Al termine del conflitto frequentò i corsi di recitazione alla RADA e, per due anni, recitò al David Garrick Theatre di Lichfield e apparve in alcune delle prime opere televisive britanniche. 
Jeffries passò al grande schermo all'inizio degli anni cinquanta e divenne un volto familiare del cinema britannico, interpretando con successo ruoli prevalentemente  comici, nei quali sfruttò la sua prematura calvizie per dar vita a personaggi spesso più anziani di quanto lui fosse in realtà. Interpretò infatti il ruolo del padre dell'inventore  Caractacus Potts (impersonato da Dick Van Dyke) nel film Chitty Chitty Bang Bang (1968), malgrado fosse di sei mesi più giovane di Van Dyke. La sua carriera di attore raggiunse l'apice negli anni sessanta, con film quali L'affittacamere (1962), Base Luna chiama Terra (1964) e Camelot (1967).  
Negli anni settanta si dedicò alla sceneggiatura e alla direzione di film per ragazzi, inclusa la celebrata versione del 1970 di The Railway Children, e alle interpretazioni per il piccolo schermo. Appartenne alla British Catholic Stage Guild diretta dall'attrice Patricia Hayes.
Morì nel 2010 all'età di 83 anni.

## Filmografia parziale

### Cinema
- Paura in palcoscenico (Stage Fright), regia di Alfred Hitchcock (1950)
- Lo stravagante mister Morris (Will Any Gentleman?), regia di Michael Anderson (1953)
- The Black Rider, regia di Wolf Rilla (1954)
- Windfall, regia di Henry Cass (1955)
- La giungla degli implacabili (The Colditz Story), regia di Guy Hamilton (1955)
- L'astronave atomica del dottor Quatermass (The Quatermass Xperiment), regia di Val Guest (1955)
- No Smoking, regia di Henry Cass (1955)
- All for Mary, regia di Wendy Toye (1955)
- Jumping for Joy, regia di John Paddy Carstairs (1956)
- Sangue misto (Bhowani Junction), regia di George Cukor (1956)
- The Baby and the Battleship, regia di Jay Lewis (1956)
- Donna da uccidere (Eyewitness), regia di Muriel Box (1956)
- Brama di vivere (Lust for Life), regia di Vincente Minnelli (1956)
- Up in the World, regia di John Paddy Carstairs (1956)
- High Terrace, regia di Henry Cass (1956)
- L'uomo nel cielo (The Man in the Sky), regia di Charles Crichton (1957)
- Dottore a spasso (Doctor at Large), regia di Ralph Thomas (1957)
- Hour of Decision, regia di C.M. Pennington-Richards (1957)
- Il cerchio rosso del delitto (The Vicious Circle), regia di Gerald Thomas (1957)
- Blue Murder at St Trinian's, regia di Frank Launder (1957)
- Il capitano soffre il mare (Barnacle Bill), regia di Charles Frend (1957)
- Dunkerque (Dunkirk), regia di Leslie Norman (1958)
- Up the Creek, regia di Val Guest (1958)
- La vendetta di Frankenstein (The Revenge of Frankenstein), regia di Terence Fisher (1958)
- Benvenuto a Scotland Yard! (Law and Disorder), regia di Charles Crichton (1958)
- Ordine di uccidere (Orders to Kill), regia di Anthony Asquith (1958)
- La storia di una monaca (The Nun's Story), regia di Fred Zinnemann (1959)
- Idol on Parade, regia di John Gilling (1959)
- La verità in reggicalze (Please Turn Over), regia di Gerald Thomas (1959)
- Un alibi (troppo) perfetto (Two-Way Stretch), regia di Robert Day (1960)
- Giubbe nere e calze rosa (Jazz Boat), regia di Ken Hughes (1960)
- Il garofano verde (The Trials of Oscar Wilde), regia di Ken Hughes (1960)
- Tarzan il magnifico (Tarzan the Magnificent), regia di Robert Day (1960)
- Fanny, regia di Joshua Logan (1961)
- La furia degli implacabili (The Hellions), regia di Irving Allen, Ken Annakin (1961)
- I figli della mia fidanzata (Mrs. Gibbons' Boys), regia di Max Varnel (1962)
- L'affittacamere (The Notorious Landlady), regia di Richard Quine (1962)
- Omicidio al Green Hotel (Kill or Cure), regia di George Pollock (1962)
- Il braccio sbagliato della legge (The Wrong Arm of the Law), regia di Cliff Owen (1963)
- Chiamami buana (Call Me Bwana), regia di Gordon Douglas (1963)
- Lama scarlatta (The Scarlet Blade), regia di John Gilling (1963)
- Le lunghe navi (The Long Ships), regia di Jack Cardiff (1964)
- Base Luna chiama Terra (First Men in the Moon), regia di Nathan Juran (1964)
- Assassinio a bordo (Murder Ahoy), regia di George Pollock (1964)
- Crociera imprevista (The Truth About Spring), regia di Richard Thorpe (1965)
- You Must be Joking!, regia di Michael Winner (1965)
- La spia dal naso freddo (The Spy with a Cold Nose), regia di Daniel Petrie (1966)
- Arrivederci, Baby! (Drop Dead Darling), regia di Ken Hughes (1966)
- Camelot, regia di Joshua Logan (1967)
- Quei fantastici pazzi volanti (Jules Verne's Rocket to the Moon), regia di Don Sharp (1967)
- Citty Citty Bang Bang (Chitty Chitty Bang Bang), regia di Ken Hughes (1968)
- Una su 13 (12 + 1), regia di Nicolas Gessner (1969)
- Twinky, regia di Richard Donner (1970)
- Il ragazzo ha visto l'assassino e deve morire (Eyewitness), regia di John Hough (1970)
- Chi giace nella culla della zia Ruth? (Whoever Slew Auntie Roo?), regia di Curtis Harrington (1972)
- Royal Flash, regia di Richard Lester (1975)
- Il prigioniero di Zenda (The Prisoner of Zenda), regia di Richard Quine (1979)
- Profumo di mare (Better Late Than Never), regia di Bryan Forbes (1983)
- Abel's Island, regia di Michael Sporn (1988)
- L'opera del seduttore (A Chorus of Disapproval), regia di Michael Winner (1989)

### Televisione
- Assignment Foreign Legion – serie TV, episodi 1x03-1x14-1x18 (1956-1957)

## Doppiatori italiani
- Bruno Persa in Sangue misto, La storia di una monaca
- Giorgio Capecchi in La vendetta di Frankenstein, L'affittacamere
- Renato Turi in Citty Citty Bang Bang, Twinky
- Mario Ferrari in L'astronave atomica del dott. Quatermass
- Olinto Cristina in Brama di vivere
- Lauro Gazzolo in Dottore a spasso
- Luigi Pavese in Assassinio a bordo
- Arturo Dominici in Chi giace nella culla della zia Ruth?
- Ettore Conti in L'opera del seduttore